# Rue Julien Vermeersch
La rue Julien Vermeersch (Julien Vermeerschstraat en néerlandais) est une rue bruxelloise de la commune de Woluwe-Saint-Pierre, qui va de l'avenue du Val d'Or à la rue Robert Thoreau sur une longueur totale de 150 mètres.

## Historique et description
Le nom de la rue vient du soldat volontaire de guerre Julien Alphonse Vermeersch, né à Tourcoing en France le 27 mai 1895, tué à Moorslede le 1 octobre 1918 lors de la Première guerre mondiale. Il était domicilié dans la commune de Woluwe-Saint-Pierre.